# Nicolás Pérez Gavilán y Echeverría
Nicolás Pérez Gavilán y Echeverría (Durango, Durango, México, 20 de noviembre de 1856 - Chihuahua, Chihuahua, México, 3 de diciembre de 1919). Fue un clérigo católico mexicano, que ocupó el cargo de Obispo de Chihuahua de 1902 a 1919.

## Estudios y carrera eclesiástica
Nicolás Pérez Gavilán nació en la ciudad de Durango, sin embargo realizó sus estudios básicos en la Ciudad de México, a donde su familia se había trasladado en 1860 y retornando a Durango en 1865 ingresó en el seminario de dicha ciudad en el año de 1869, cursando ininterrumpidamente la carrera sacerdotal hasta concluirla en el año de 1880. El 21 de febrero de dicho año fue ordenado presbítero por el obispo de Durango, José Vicente Salinas e Infanzón.
Permaneció en el seminario como catedrático y llegará a los cargos de vicerrector y rector del mismo, en 1895 es nombrado canónigo del cabildo de la Catedral de Durango, llegando a la dignidad de chantre del mismo en 1897.
Asistió como consultor al concilio provincial de Durango realizado en 1896 y en 1899 acompañó en calidad de consultor teólogo al Arzobispo de Durango, Santiago de Zubiría y Manzanera al Conclio Plenario Latinoamericano celebrado en Roma ese año. Durante el transcurso del mismo, el papa León XIII lo nombró protonotario apostólico supernumerario.

## Obispo de Chihuahua
El 5 de marzo de 1902 el mismo papa León XIII lo nombró segundo Obispo de Chihuahua, recibiendo la consagración episcopal el 11 de mayo del mismo y fungiendo en la misma como consagrante el Arzobispo de Durango, Santiago de Zubiría y Manzanera y como co-consangrantes José Mora y del Río, Obispo de Tulancingo y Filemón Fierro y Terán, Obispo de Tamaulipas.
Arribó a la ciudad de Chihuahua el 27 de mayo de 1902 tomando posesión de la catedral e iniciando su gobierno en la diócesis; entre las iniciativas que siguió estuvo la fundación de la denominada Revista Católica, bajo la dirección del posteriormente destacado periodista y revolucionario Silvestre Terrazas.
Durante el episcopado de Pérez Gavilán se restablecieron en la sierra Tarahumara las misiones a cargo de la Compañía de Jesús –expulsada de ellas desde 1767– y a quienes encargó además el Santuario de Guadalupe de Chihuahua y encomendó a la Congregación de la Misión la dirección del seminario diocesano. El 14 de marzo de 1909 consagró en unión a su antecesor José de Jesús Ortiz y Rodríguez el Templo de la Sagrada Familia en Chihuahua.
Durante la revolución mexicana y la ocupación de Chihuahua por Francisco Villa se vio obligado a abandonar la ciudad y trasladarse a México para atender los problemas de salud que comenzaron a afectarlo, durante dicho periodo la mayor parte del clero fue disgregado y el seminario cerrado, aunque fue restablecido en 1915; en 1916 retornó a Chihuahua, donde permanecerá hasta su muerte, el 3 de diciembre de 1919, afectado por una parálisis que le impedía su movimiento.